# M. E. Clifton James

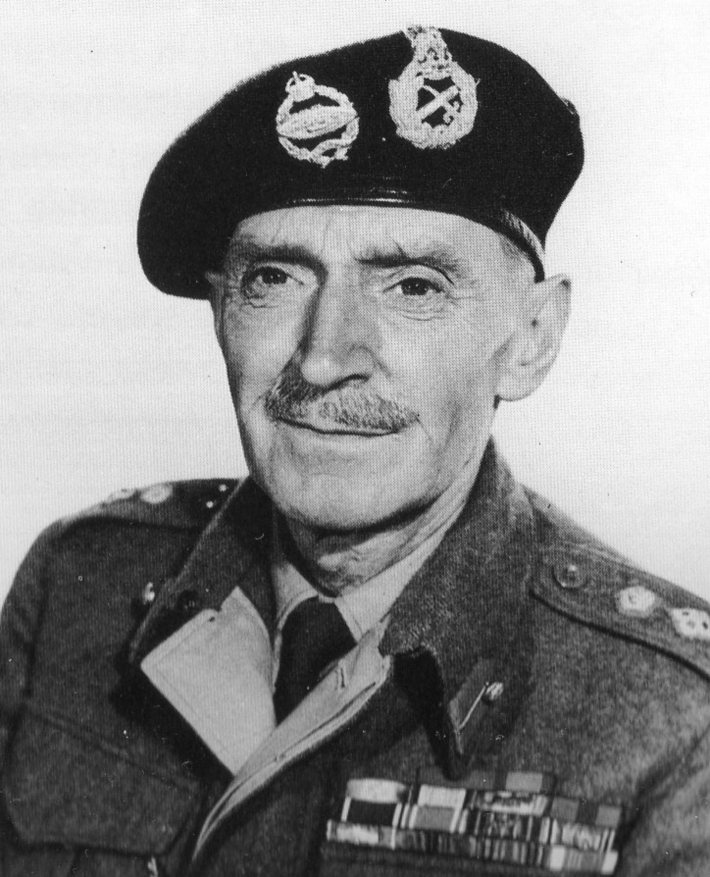
Clifton James in der Rolle des General Montgomery

Meyrick Edward Clifton James (* April 1898 in Perth; † 5. Mai 1963 in Worthing) war ein Schauspieler und Soldat mit einer Ähnlichkeit zu Feldmarschall Bernard Montgomery, die vom britischen Geheimdienst während des Zweiten Weltkriegs als Teil einer Täuschungskampagne genutzt wurde.

## Leben
Clifton James war der Sohn von John Charles Horsey James (1841–1899), dem ersten Commissioner of Titles in Westaustralien, (nominiertem) Mitglied des Western Australian Legislative Council 1887/88, Richter am Obersten Gerichtshof und Präsident der Western Australian Cricket Association 1884–1899; seine Mutter war Rebecca Catherine Clifton. Nach dem Tod des Vaters siedelte die Restfamilie nach England um.
Im Ersten Weltkrieg diente Clifton James bei den Royal Fusiliers und kämpfte an der Schlacht an der Somme. Nach dem Krieg begann James mit der Schauspielerei, „für 15 Shilling pro Woche bei Fred Karno, der Chaplin auf den Weg zum Ruhm brachte“, zeichnete sich auf der Bühne jedoch nicht besonders aus.
Bei Ausbruch des Zweiten Weltkriegs meldete er sich freiwillig als Entertainer bei der British Army. Anstatt, wie er gehofft hatte, der ENSA zugeteilt zu werden, wurde James am 11. Juli 1940 als Second Lieutenant in das Royal Army Pay Corps aufgenommen und schließlich nach Leicester versetzt. Dort beschränkte sich seine schauspielerische Tätigkeit anscheinend auf seine Mitgliedschaft in der Drama and Variety Group des Pay Corps. Am 11. Januar 1942 wurde er zum Lieutenant befördert.
1944, etwa sieben Wochen vor dem D-Day, bemerkte Lieutenant-Colonel J. V. B. Jervis-Reid die Ähnlichkeit von Clifton James mit Montgomery, als er Fotos in einer Zeitung betrachtete. James hatte anscheinend eine gescheiterte patriotische Show „gerettet“, indem er in ihr kurz als „Monty“ auftrat. Der MI5 beschloss, diese Ähnlichkeit auszunutzen, um den deutschen Geheimdienst in die Irre zu führen. James wurde von Lieutenant-Colonel David Niven, der für die Filmabteilung der Armee arbeitete, kontaktiert und gebeten, unter dem Vorwand, einen Film zu drehen, nach London zu kommen.
Als Niven ihm eröffnete, dass es um etwas anderes als Filmaufnahmen ging, brach James angeblich in Tränen aus: Er dachte, er sei als Bigamist entlarvt worden, der eine doppelte Heiratszulage bezogen hatte – wie so viele von Nivens Anekdoten sollte auch diese mit Skepsis betrachtet werden.
Die geplante List war Teil eines umfassenderen Täuschungsmanövers, das darauf abzielte, die deutschen Truppen von Nordfrankreich abzulenken, indem die Nazis davon überzeugt werden sollten, dass eine alliierte Invasion in Südfrankreich (Operation Dragoon) einer Invasion im Norden vorausgehen werde.
Der Plan trug den Codenamen „Operation Copperhead“, und James wurde Montgomerys Stab zugeteilt, um seine Sprache und sein Verhalten zu adaptieren. Trotz der Probleme, die er mit Alkohol hatte (Montgomery war abstinent), und der Unterschiede in der Persönlichkeit wurde das Projekt fortgesetzt. James musste auch das Rauchen aufgeben (Montgomery war Nichtraucher), und da James im Ersten Weltkrieg seinen rechten Mittelfinger verloren hatte, wurde ihm eine Fingerprothese angefertigt.
Am 25. Mai 1944 wurde James an Bord von Churchills Privatflugzeug von der RAF Northolt nach Gibraltar geflogen. Dort trat er bei einem Empfangs im Haus des Generalgouverneurs auf, bei dem Andeutungen über „Plan 303“ zur Invasion Südfrankreichs fallen gelassen wurden – der deutsche Geheimdienst griff diese auf und beauftragte Agenten, alles über diesen „Plan 303“ herauszufinden. James wurde nun nach Algier geflogen, wo er in den nächsten Tagen eine Reihe von öffentlichen Auftritten bei General Maitland Wilson, dem alliierten Befehlshaber im Mittelmeerraum, absolvierte. Anschließend wurde James heimlich nach Kairo geflogen, wo er blieb, bis die Invasion in der Normandie in vollem Gange war. Danach kehrte er nach fünfwöchiger Abwesenheit an seinen früheren Arbeitsplatz zurück.
Für den raschen Abschluss der Operation wurden verschiedene Gründe angeführt, darunter die Vermutung, dass James in Gibraltar rauchend und betrunken gesehen wurde, doch die wahrscheinlichste Erklärung ist die von Dennis Wheatley, der während des Krieges an den britischen Täuschungsmanövern beteiligt war. In seinem in den 1980er Jahren erschienenen Buch The Deception Planners schreibt er, dass die Operation beendet wurde, als ihr Zweck erfolgreich war. Die Wirksamkeit der Täuschung bleibt jedoch schwer zu beurteilen. Gefangenen feindlichen Generälen zufolge glaubten die deutschen Geheimdienstler, dass es sich bei James um Montgomery handele, hielten es aber gleichzeitig auch für möglich, dass sie einer Täuschung aufsitzen sollten.
Nach seiner Demobilisierung im Juni 1946 fand James keine Anstellung beim Theater und musste Arbeitslosenunterstützung beantragen, um seine Frau und seine beiden Kinder in London zu unterstützen. 1947 hatte er einen kurzen Auftritt als Statist (unbezahlt und ohne Text) in dem Film Holiday Camp, in dem er zusammen mit Jack Warner und Kathleen Harrison einen Urlauber in einer Tanzszene spielte.
1954 veröffentlichte James ein Buch über seine Geschichte mit dem Titel I Was Monty's Double (in den USA als The Counterfeit General Montgomery veröffentlicht). Das Buch diente als Grundlage für das Drehbuch des gleichnamigen Films von 1958 mit John Mills und Cecil Parker in den Hauptrollen, in dem James sich selbst und Montgomery spielte. Das Drehbuch war aus Gründen der Effektivität „optimiert“ worden: aus "Operation Copperhead" wurde "Operation Hambone", und es wurden zusätzliche Elemente der Komödie, der Gefahr und der Intrige eingebaut, einschließlich eines fiktiven Entführungsversuchs durch die feindlichen Streitkräfte. Er erschien auch in einer kurzen Cameo-Rolle (wiederum ohne Text und ohne Bezahlung) als Feldmarschall Montgomery (unter Verwendung einer Mischung aus originalen Nachkriegsaufnahmen von Montgomery, der eine  RAF-Abschiedsparade inspiziert, und Nahaufnahmen von James) in dem Film High Flight von 1957, mit Ray Milland in der Hauptrolle.
Am 20. Januar 1959 trat James in einer Folge der amerikanischen TV-Quizshow To Tell the Truth auf, in der eine Jury aus Prominenten herausfinden musste, welcher der drei anwesenden Schauspieler in Uniform, die alle behaupteten, Montys Doppelgänger aus dem Krieg zu sein, die Wahrheit sagte.
Clifton James starb am Sonntag, den 5. Mai 1963, in seinem Haus in der Heatherstone Road in Worthing, Sussex, im Alter von 65 Jahren.